# Bacanius crenulatus
Bacanius crenulatus är en skalbaggsart som beskrevs av Wenzel 1944. Bacanius crenulatus ingår i släktet Bacanius och familjen stumpbaggar. Inga underarter finns listade i Catalogue of Life.